# Джумгальское землетрясение
Джумгальское землетрясение — землетрясение с магнитудой 4,6−4,9 Mw, которое произошло 9 апреля 2011 года в 18 часов 30 минут по местному времени. Эпицентр землетрясения находился на территории Нарынской области (Киргизия) в 77-91 км к югу от Бишкека, а гипоцентр залегал на глубине 14−20 километров.

## Сейсмогеология
Джумгальское землетрясение с энергетическим классом 11,6 произошло в Нарынской области Республики Киргизия 9 апреля 2011 года в 12:30 UTC, глубина гипоцентра составила 16 км (Институт сейсмологии НАН Киргизии), а из-за разной точности определения эпицентра землетрясения расстояния до населённых пунктов варьировали, так до Канта и Бишкека они составляли 77−91 км. Ближайший к эпицентру крупный населённый пункт — село Чаек, — находился в 29 км к юго-западу. Энергетическая характеристика землетрясения ({\displaystyle K=lgE}, где E — высвободившаяся энергия в Дж) принята в среднем значении, полученном по данным сейсмостанций сети KRNET Института сейсмологии НАН Киргизии, в то время как магнитуда землетрясения рассчитана по амплитуде продольных волн и составляет 5,1 Mpv (Mw=4,6). Магнитуда по данным Европейско-Средиземноморского сейсмологического центра (EMSC) и Геофизической службы РАН составила 4,8 Mw (глубина гипоцентра 20 км), Геологической службы США (USGS) — 4,9 Mw (глубина гипоцентра 14,4 км).
По палеосейсмологическим данным эпицентр землетрясения попадает в область преимущественно слабых сейсмических событий, обычно не превышающих 13 энергетический класс. Среди ближайших сильных землетрясений стоит отметить Суусамырское с магнитудой 7,5 Ms, которое произошло 19 августа 1992 года к западу от текущего события.
Эпицентральная область — Джумгальская впадина, — сложена четвертично-неогеновыми отложениями в виде глин, песчаников, алевролитов, гравелитов и конгломератов, которые, в свою очередь, замкнуты в горном обрамлении, сложенном преимущественно каледонидами в виде гранитных массивов. Строение впадины и горного обрамления носит типичный складчатый характер, который в рельефе перекрыт аккумулятивными формами в самой впадине и выражен эрозионно-денудационными формами в горных областях. Брахисинклинальная мегаструктура, которой является впадина, в средней части представлена антиклиналью, которую по бортам впадины окаймляют синклинальные структуры.

## Последствия
Эпицентральная область впадины относится к территории с ожидаемой интенсивностью 9 баллов. В то время как интенсивность Джумгальского землетрясения составила 6 баллов в эпицентре и затронула сельскую местность, при этом не было отмечено деформационных изменений в природной среде. Плейстосейстовая зона охватывает северо-восточную часть впадины, в трёхбалльную зону попадают города Бишкек и Токмак. Различные повреждения получили 236 домов, среди них 70 — первой степени, остальные — со 2-й по 4-ю; среди повреждённых зданий — 4 общественных, включая школу. Глинобитные дома из кирпича-сырца получили повреждения 3-й и 4-й степеней (шкалы EMS-98 и MSK-64 — тяжёлые повреждения и разрушения), которые преимущественно представлены большими трещинами в несущих конструкциях, разрушенными печными трубами и самими печами.